# Con (muziek)
Con is een Italiaanse muziekterm en betekent met. De term wordt gebruikt in combinatie met een andere aanwijzing. Dit kunnen aanwijzingen zijn voor een bepaalde speeltechniek, de voordracht, het te spelen tempo, etc. 
Er bestaan zeer veel aanwijzingen die regelmatig gebruikt worden in combinatie met het woord con, zoals con amore (met liefde) of Con dolore (met smart). Zie daarvoor ook de C in de lijst van muziektermen. De aanwijzing is tegengesteld aan de aanwijzing senza, wat zonder betekent.